# John Elliott
Sir John Elliott   (Reading, 23 de juny de 1930 - Oxford, 10 de març de 2022) fou un historiador anglès i un dels hispanistes més reconeguts internacionalment. És reconegut com un expert acadèmic de la Guerra dels Segadors.

## Biografia
Nasqué el 23 de juny de 1930 a la ciutat de Reading. Després d'estudiar a l'Eton College, es doctorà el 1952 en Història a la Universitat de Cambridge. Entre 1968 i 1973 fou professor d'Història al King's College de Londres, per posteriorment passar a ser professor a l'Institut d'Estudis Avançats de Princeton, a Nova Jersey, EUA, càrrec que va ocupar fins al 1990. Aquell any fou escollit catedràtic de la Universitat d'Oxford, sent càrrec emèrit des de 1997.
El 1996 fou guardonat amb el Premi Príncep d'Astúries de Ciències Socials per les seves contribucions a les Ciències Socials. Elliott ha destacat especialment pels seus estudis sobre la Història d'Espanya dels segles xvi i xvii.
Juntament amb Jonathan Brown, historiador de l'art, publicà A Palace for a King (Un palau per a un rei), 1980, un estudi monumental sobre el Palau del Buen Retiro i el seu context històric artístic.

## Principals publicacions
- Imperial Spain, 1469-1716, 1963.
- The Revolt of the Catalans: A Study in the Decline of Spain, 1598-1640, 1963.[1]
- Europe Divided. 1559-1598, ed. 1968 i 2000 (L'Europa dividida. 1559-1598, 2002 i 2010).
- The Old World and the New, 1492-1650, 1970.
- Richelieu and Olivares, 1984.
- (amb Jonathan Brown) A Palace for a King: The Buen Retiro and the Court of Phillip IV, 1980 i 2004.[1]
- The Count-Duke of Olivares: The Statesman in an Age of Decline, 1986.
- Spain and its World, 1500-1700, 1990.
- Empires of the Atlantic World: Britain and Spain in America 1492-1830, 2006.
- Spain, Europe and the Wider World, 1500–1800 (Yale University Press, 2009)
- History in the Making (Yale University Press, 2012)
- Scots and Catalans: Union and Disunion (Yale University Press, 2018)[1]

## Publicacions traduïdes
- Pràctica, recerca i teoria en educació, Vic, Eumo, 1989.
- La revolta catalana, 1598-1640. Un estudi sobre la decadència d'Espanya, València, Publicacions de la Universitat de València, 2006.
- Catalans i escocesos. Unió i discòrdia, Barcelona, Rosa dels Vents, 2018.